# Virginia Raggi
Virginia Elena Raggi (geboren am 18. Juli 1978 in Rom) ist eine ehemalige italienische Politikerin der Partei Movimento 5 Stelle. Sie war von 2016 bis 2021 Bürgermeisterin von Rom.

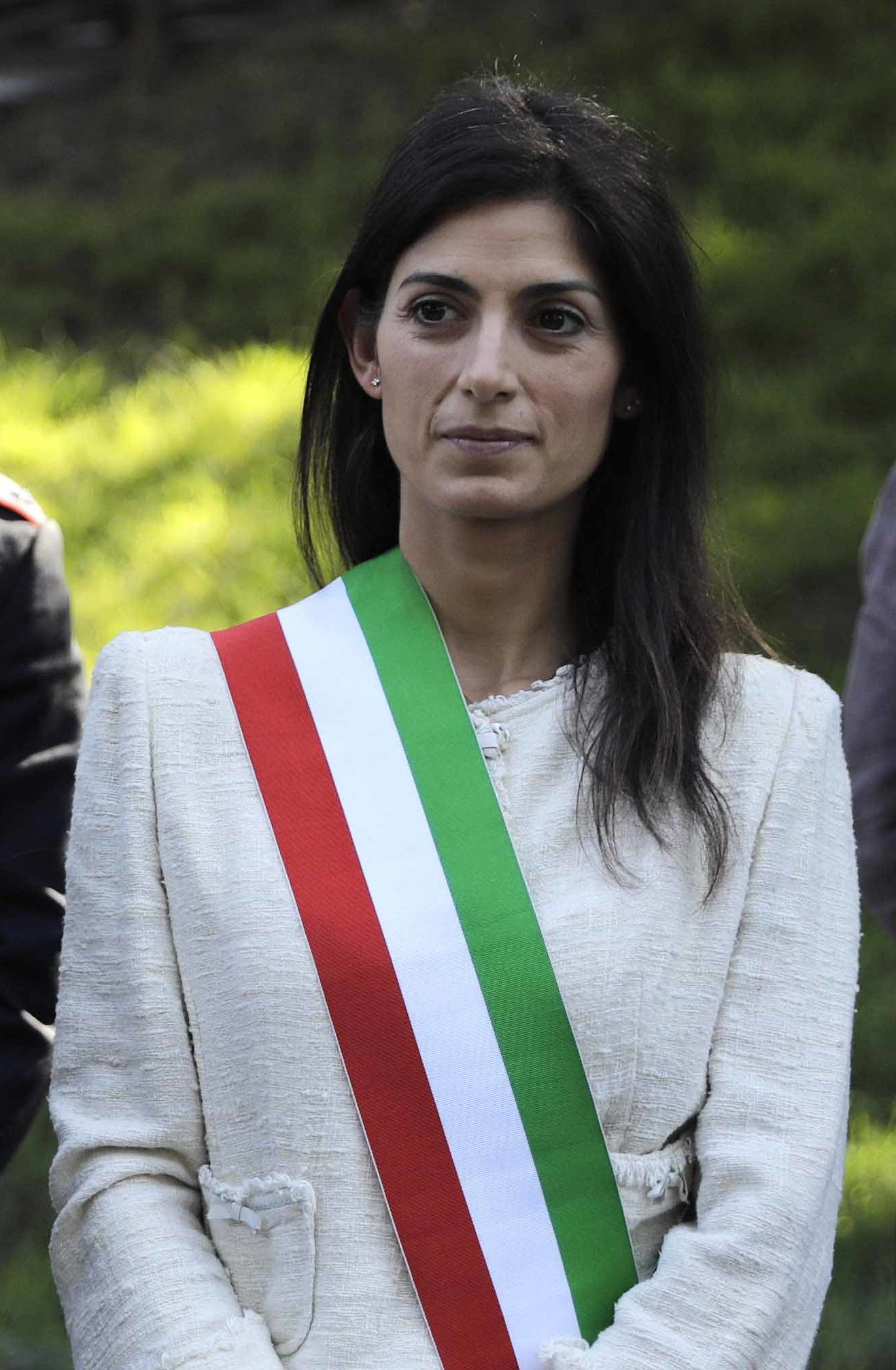
Virginia Raggi (2018)

## Leben
Raggi wuchs im römischen Stadtteil San Giovanni auf. Nach Abschluss ihrer Schulausbildung studierte sie Rechtswissenschaften an der Universität Rom III. Seit Oktober 2006 ist sie in Rom als Rechtsanwältin zugelassen. Sie hat sich auf Urheber-, Patent- und Markenrecht spezialisiert.
Raggi ist mit Andrea Severini verheiratet und hat einen Sohn (* 2009).

## Politik
Ausschlaggebend dafür, sich politisch zu betätigen, so Raggi, sei die Geburt ihres Sohnes gewesen. 2011 engagierte sie sich erstmals in einem Nachbarschaftskomitee. Über ihren Ehemann kam sie in Kontakt zur Partei Movimento 5 Stelle; beide sind Gründungsmitglieder ihres Stadtteilverbandes. Bei der Kommunalwahl 2013 errang sie einen Sitz im Stadtparlament von Rom. Für die Wahl des Bürgermeisters vom Juni 2016 bewarb sie sich erfolgreich innerhalb des M5S.
Beobachter rechneten Raggi im Vorfeld der Wahl gute Chancen aus, zumal sich weder die Linke noch die Rechte auf einen gemeinsamen Kandidaten verständigen konnte. Kritiker bemängelten jedoch ihren populistischen Wahlkampf und bezweifelten außerdem, dass sie in der Lage sei, den römischen Augiasstall auszumisten. Ihre Vorschläge seien realitätsfern, ihr fehle die Erfahrung und eigentlich sei sie nur eine „Marionette“ des M5S-Gründers Beppe Grillo. Außerdem habe sie ein Praktikum verschwiegen, das sie bei Cesare Previti, dem ehemaligen Verteidigungsminister, abgeleistet habe; der gilt als Verbündeter des ehemaligen Ministerpräsidenten Silvio Berlusconi.
Bei der Wahl am 5. Juni 2016 erzielte sie mit 35,25 % der Stimmen das beste Resultat, gefolgt vom Kandidaten des Partito Democratico von Ministerpräsident Matteo Renzi und Vizepräsidenten des Abgeordnetenhauses, Roberto Giachetti (24,87 %), der von FdI-AN und Lega Nord unterstützten Giorgia Meloni (20,64 %) sowie Alfio Marchini von der Forza Italia und Nuovo Centrodestra (10,97 %). Da keiner der Kandidaten die erforderliche absolute Mehrheit erreichte, kam es zu einer Stichwahl. Raggi galt dort gegen Giachetti (PD) als Favoritin. Der Vorsitzende der Lega Nord, Matteo Salvini, hatte deren Anhänger bereits vor der ersten Runde dazu aufgerufen, bei einer Stichwahl für Raggi zu stimmen. Mit 67,15 % der Stimmen setzte sich Raggi durch; Giachetti räumte seine Niederlage bereits nach den ersten Hochrechnungen ein.
Es dauerte sechs Wochen, bis sie ihr Kabinett zusammengestellt hatte. Bei der Auswahl ihrer Mitarbeiter musste sie auf ihre eigene Partei Rücksicht nehmen. So hat sie sich z. B. verpflichtet, einen fünfstelligen Betrag aus der eigenen Tasche zu zahlen, sollte sie nicht den Willen der Partei erfüllen. Besonderen Widerstand erfuhr die neue Bürgermeisterin von der städtischen Müllabfuhr und dem öffentlichen Nahverkehr, die mit mehreren zehntausend Angestellten ihre Macht demonstrierten. Reformen z. B. bei der Müllentsorgung erfolgen nicht, obwohl sie seit Jahren dringend notwendig wären. In einigen römischen Stadtvierteln stapelten sich die Müllberge, während die Mitarbeiter des städtischen Müllunternehmens AMA Dienst nach Vorschrift machten und ihre üblichen Touren fuhren.
Am 16. Dezember 2016 wurde Raffaele Marra, der als rechte Hand Raggis galt, wegen Bestechlichkeit verhaftet. Wenige Tage zuvor war Paola Muraro als Umweltdezernentin zurückgetreten, gegen die die Staatsanwaltschaft wegen Korruption ermittelt. Daraufhin reiste Beppe Grillo nach Rom und veranlasste, dass auch Vizebürgermeister Daniele Frongia und der Chef des Sekretariats, Salvatore Romeo, zurücktraten.
Raggi hielt sich 2018 nicht an das Gesetz zur verpflichtenden Masernimpfung für Kinder, nachdem ihre Partei Falschinformationen zur Impfung verbreitet hatte. Sie beschloss entgegen der Impfpflicht, dass Kinder auch ohne Impfung weiter zur Schule oder in den Kindergarten gehen dürfen.
Nachdem Raggi im Jahr 2018 illegale Villen der römischen Mafiafamilie Casamonica abreißen ließ, wurden sie und ihre Angehörigen unter erhöhten Polizeischutz gestellt, der auch noch im Herbst 2020 aufgrund einer Gefährdungslage Bestand hatte.
Bei den römischen Bürgermeisterwahlen im Oktober 2021 belegte sie mit etwas mehr als 19 Prozent der Wählerstimmen den vierten Platz und verpasste den Einzug in die Stichwahl.

## Öffentliche Verkehrsmittel
Raggi stoppte 2016 den Ausbau der U-Bahn, löste die für die Entwicklung des U-Bahn-Netzes zuständige Gesellschaft «Roma Metropolitane» auf und entließ deren 178 Mitarbeiter.
Weil die Stadtregierung unter ihrer Leitung von 2016 bis 2021 die gesetzlich vorgeschriebenen Termine für die technische Revision der U-Bahn-Züge ignorierte, mussten diese Revisionen, die für jeden Zug mehrere Monate dauern, nachgeholt werden. Das führte auch noch 2023 und 2024 zu einem stark verringerten Takt mit überfüllten Zügen.